# Павло Мікі
Павло Мікі (англ. Paulo Miki, 1562 — 5 лютого 1597) — японський священник, єзуїт, католицький святий.

## Біографія
Павло Мікі народився в Кіото 1565 року, син японського військового командира. Освіту здобув в єзуїтів, які на той час були єдиними християнськими місіонерами в Японії. Навчався в японському коледжі в Анзікіяма (Anziquiama), став єзуїтом в 1580 р.
У 22 роки вступив до Товариство Ісуса. Незадовго після отримання сану священника був арештований.
5 лютого 1597 року в околицях Нагасакі були розіп'яті двадцять шість японських мучеників: шість францісканських місіонерів, сімнадцять мирян (серед них францисканець Лев Карасумару, його брат Павло Ібаракі, францисканець Павло Судзукі та інш.), включаючи трьох дітей, і три японських єзуїта: Павло Мікі, Іван Гото і Яків Кісаї.
Св. Павло Мікі з хреста звернувся зі своєю останньою проповіддю: «Я невинний, і вмираю лише за те, що проповідував про Господа нашого Ісуса Христа. Я щасливий. Це велике благословення, дароване мені Богом. І оскільки в такий момент неможливо збрехати, повірте, що немає іншого шляху до спасіння. Від усього серця прощаю імператора та всіх, хто відповідальний за мою смерть, і дуже прошу їх про прийняття хрещення».
До кінця 1651 року число японських мучеників за віру досягло 5 тисяч.
Місце смерті св. Павла Мікі та інших християн у Нагасакі зветься Пагорбом Мучеників.

## Прославлення
День пам'яті святого Павла Мікі — 6 лютого (обов'язковий спомин).